# Copenhagen Malmö Port
Copenhagen Malmö Port AB (w skrócie CMP) – przedsiębiorstwo zajmujące się obsługą portów morskich znajdujących się w stolicy Danii Kopenhadze i w trzecim co do wielkości mieście Szwecji, Malmö. Porty znajdują się po obu stronach cieśniny Sund. Pomiędzy Kopenhagą a Malmö znajduje się dodatkowo połączenie poprzez most nad Sundem.
Większość statków na trasie z Morza Bałtyckiego na Morze Północne i dalej na Ocean Atlantycki przepływa przez cieśninę Sund, co czyni ją jedną z najbardziej uczęszczanych pod względem ruchu morskiego cieśnin na świecie.

## Historia

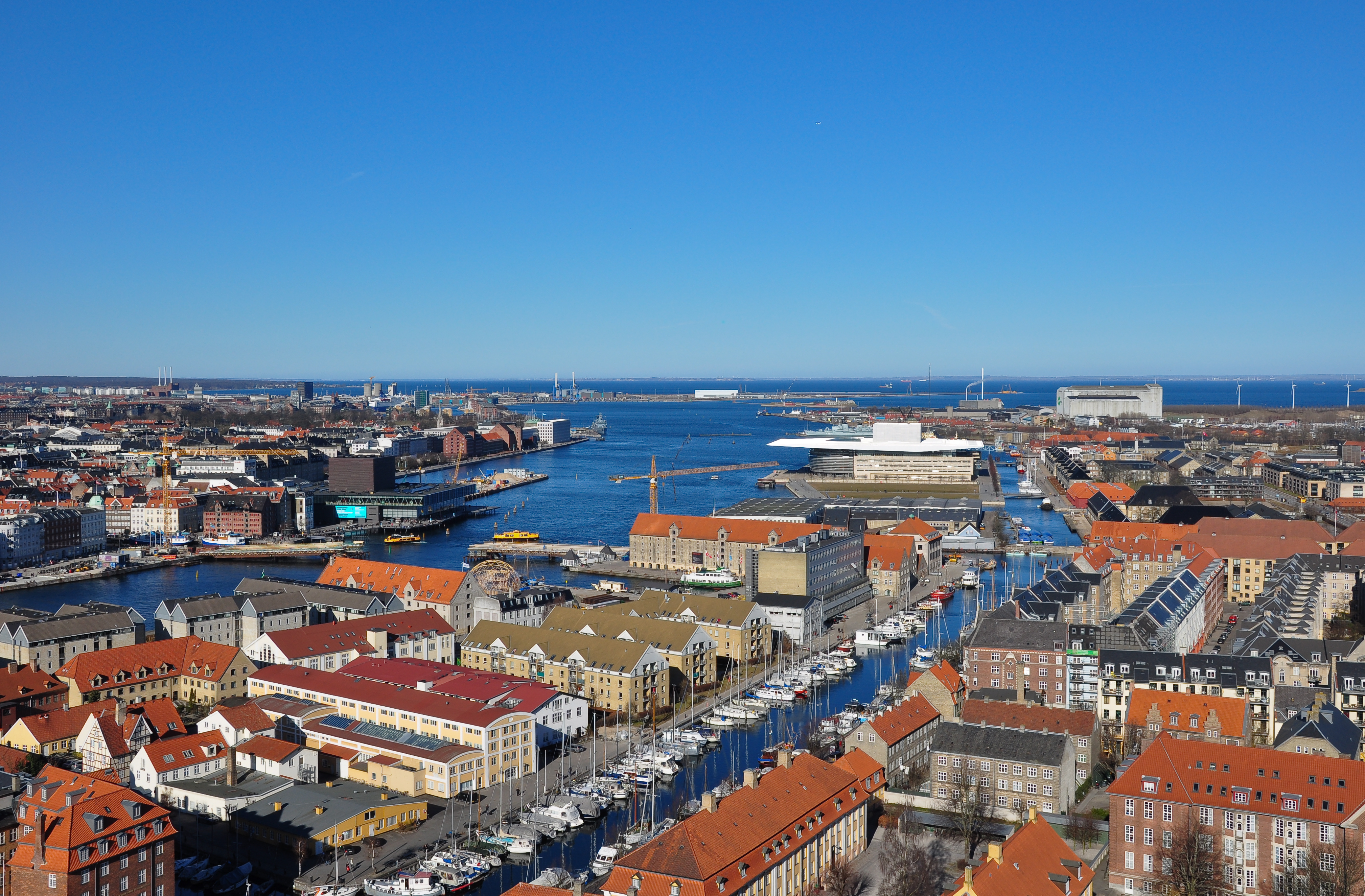
Port w Kopenhadze z wieży kościoła Zbawiciela, marzec 2013

Copenhagen Malmö Port to skandynawskie przedsiębiorstwo założone w dwóch krajach – Szwecji i Danii. Właścicielem przedsiębiorstwa są: By & Havn I/S Development Corporation (50%), Gmina Malmö (27%) oraz prywatni inwestorzy (23%). Oficjalnie CMP jest zarejestrowana jako szwedzka spółka z ograniczoną odpowiedzialnością (Aktiebolag).
CMP powstało w wyniku połączenia portu w Kopenhadze i portu w Malmö – dwóch operatorów portów, których historia sięgała aż średniowiecza. Połączenie nastąpiło w 2001 roku, kiedy 16-kilometrowy most między Kopenhagą a Malmö został oddany do użytku i znacznie zwiększyła się integracja miast po obu stronach cieśniny Sund.

## Działalność

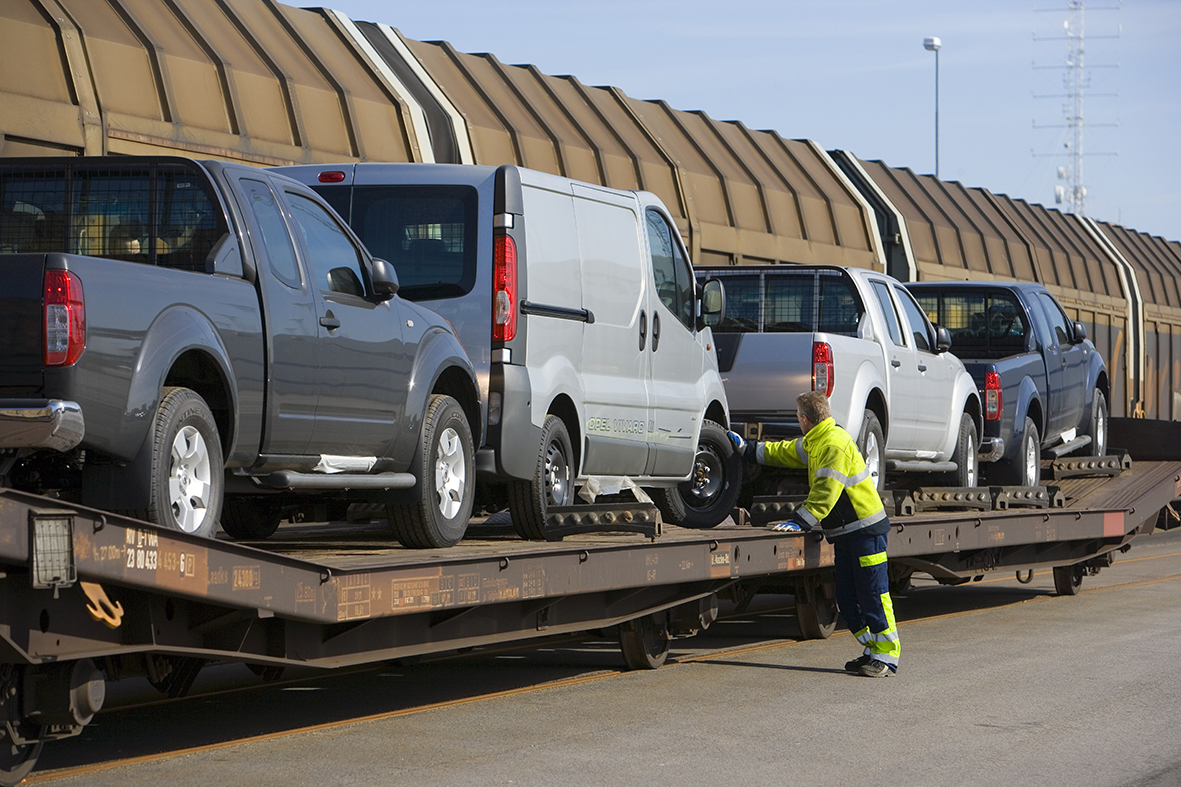
Załadunek samochodów na pociąg w Malmö

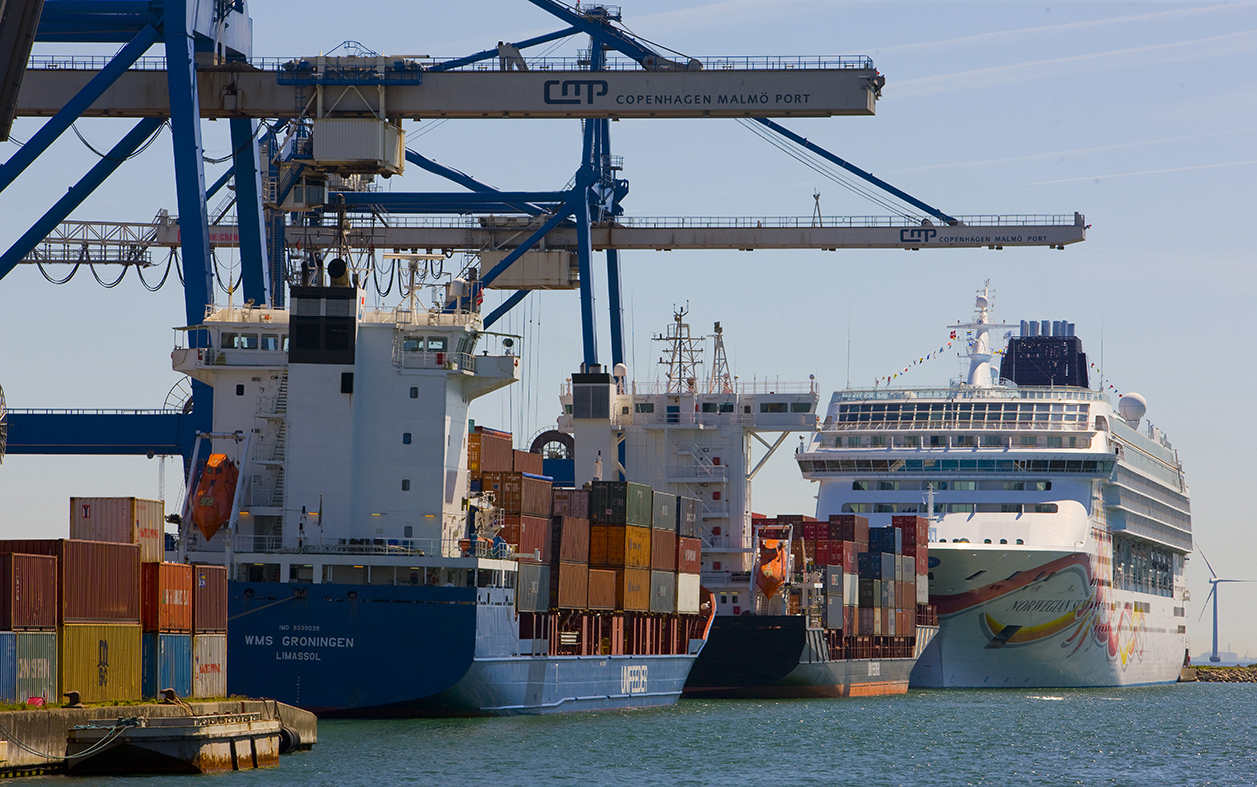
Załadunek kontenerowca w Kopenhadze

CMP jest jednym z największych operatorów portów w Skandynawii. W 2017 roku przeładowano ponad 15,6 mln ton ładunków, natomiast rok wcześniej wartość ta wyniosła 15,7 mln ton.
CMP zapewnia dostęp do infrastruktury odpowiedzialnej za załadunek i rozładunek statków. Port obsługuje statki typu ro-ro, kontenerowce, frachtowce, tankowce oraz statki wycieczkowe. Wśród towarów znajdują się m.in. towary konsumpcyjne, zboża, olej silnikowy, paliwo, samochody, złom i materiały budowlane. Towary są magazynowane na terenie portu, a następnie przeładowywane na samochody ciężarowe oraz pociągi.
Każdego roku porty w Kopenhadze i Malmö przyjmują około 4500 statków. CMP jest największym w Europie Północnej portem pod względem liczby przyjętych samochodów. W 2017 roku wartość ta wyniosła 304 tysiące. CMP ma sześć samochodowych terminali o łącznej powierzchni 800 tys. m².
Kopenhaga jest jednym z największych portów wycieczkowych w Europie, który przyjął około 849 tys. pasażerów z 150 różnych krajów w 2017 roku. W ciągu kilku ostatnich lat porty w Kopenhadze oraz Malmö otrzymały wiele nagród za prowadzoną działalność, np. za „Wiodący europejski port rejsowy” przez cztery lata z rzędu od 2009 do 2012 roku.
Porty w Kopenhadze i Malmö obsługują także ruch promowy, główne trasie Kopenhaga – Oslo. W 2017 roku na tej trasie podróżowało łącznie 762 tys. pasażerów. Drugą linią promową jest linia między Malmö a niemieckim portem Travemünde z ilością pasażerów około 95 tys. w skali roku.